# نامیئونگ-دونگ
نامیئونگ-دونگ (به لاتین: Namyeong-dong) یک منطقهٔ مسکونی در کره جنوبی است.